# 新高尾村
新高尾村（しんたかおむら）は、群馬県中央部、群馬郡に属していた村。

## 地理
- 河川：井野川、染谷川

## 歴史
- 1889年（明治22年）4月1日 - 町村制施行により、周辺5村（新保村、新保田中村、日高村、中尾村、鳥羽村）が合併し西群馬郡新高尾村が成立する。
- 1896年（明治29年）4月1日 - 郡の統合（西群馬郡と片岡郡）により群馬郡に所属する。
- 1955年（昭和30年）1月20日
  - 村の南部（新保、新保田中、日高、中尾）が中川村、碓氷郡八幡村、豊岡村とともに高崎市へ編入される。
  - 村の北部（鳥羽）が清里村とともに前橋市へ編入される。